# Saint-Aubin, Aisne

Saint-Aubin este o comună în departamentul Ain, Franța. În 1 ianuarie 2022 avea o populație de 279 de locuitori.